# Japan Open Tennis Championships 1983
Il Japan Open Tennis Championships 1983 è stato un torneo di tennis giocato sul cemento. 
È stata la 11ª edizione del Japan Open Tennis Championships, che fa parte della categoria del Volvo Grand Prix 1983 e del Virginia Slims World Championship Series 1983. Sia il torneo maschile che quello femminile si sono giocati a Tokyo in Giappone, dal 17 al 26 
ottobre 1983.

## Campioni

### Singolare maschile
Eliot Teltscher ha battuto in finale  Andrés Gómez con il punteggio di 7–5, 3–6, 6–1

### Singolare femminile
Etsuko Inoue ha battuto in finale  Shelley Solomon con il punteggio di 6–2, 5–7, 6–1

### Doppio maschile
Sammy Giammalva Jr. /  Steve Meister hanno battuto in finale  Tim Gullikson /  Tom Gullikson con il punteggio di 6–4, 6–7, 7–6

### Doppio femminile
Chris O'Neil /  Pam Whytcross hanno battuto in finale  Helena Manset /  Micki Schillig  6–3, 7–5